# Paul Geheeb
Paul Geheeb (Turingia, 1870 – Hasliberg, 1961) è stato un pedagogista svizzero fondatore dell'Odenwaldenschule e della Scuola dell'Umanità.
Volse il suo lavoro allo studio della cosiddetta nuova educazione.

## Biografia
Geheeb nacque il 10 ottobre 1870 a Geisa, secondo figlio del botanico e farmacologo Adalbert Geheeb. Suo fratello Reinhold fu per oltre 40 anni redattore del settimanale satirico Simplicissimus.
Geheeb svolse il servizio militare dal 1889 al 1890 a Gießen.
Conobbe poi teologi che segnarono in modo decisivo la sua formazione. Dal 1893 al 1894 fu professore di educazione e conobbe Otto Binswanger, di cui Friedrich Nietzsche era paziente.
Dopo un primo divorzio sposò nel 1909 Edith Cassirer.
Nell'aprile del 1920 aprirono insieme l'Odenwaldschule nei pressi di Heppenheim. Questo istituto esiste tuttora.
Gli obiettivi dell'istituto erano costituiti sulle idee di Geheeb. Esse si potevano dividere nei seguenti punti:
- La coeducazione infantile;
- La creazione di un sistema scolastico costituito da percorsi flessibili;
- La teoria della cogestione degli alunni;
- L'importanza dell'assemblea scolastica.

Grazie ai finanziamenti del suocero, sindaco di un'importante città, Geheeb poté costruire altre case di educazione che recavano nomi di personaggi illustri, come Johann Wolfgang von Goethe e Friedrich Schiller.
La prima guerra mondiale fu un periodo difficile per Geheeb e per il suo istituto, che tuttavia evitarono il fallimento.
Nel 1925 il pedagogista fondò con altri importanti psichiatri (Édouard Claparède, Pierre Bovet, Adolphe Ferrière) la "Lega internazionale per la nuova educazione".
Negli anni '30 si trasferì in Svizzera, ove trovò un ambiente di suo netto gradimento, e fondò la Ecole d'Humanité.
Il suo pensiero fu determinante nella costituzione di nuovi percorsi scolastici.